# Capitanía de Ceará
La capitanía de Ceará fue una de las capitanías hereditarias establecidas en el Brasil por el rey Juan III de Portugal en 1534, con vistas a incrementar el poblamiento y defensa del territorio. Originalmente parte del Gran Pará y Maranhão, fue anexada por Pernambuco y pasó al Estado del Brasil.

## Historia

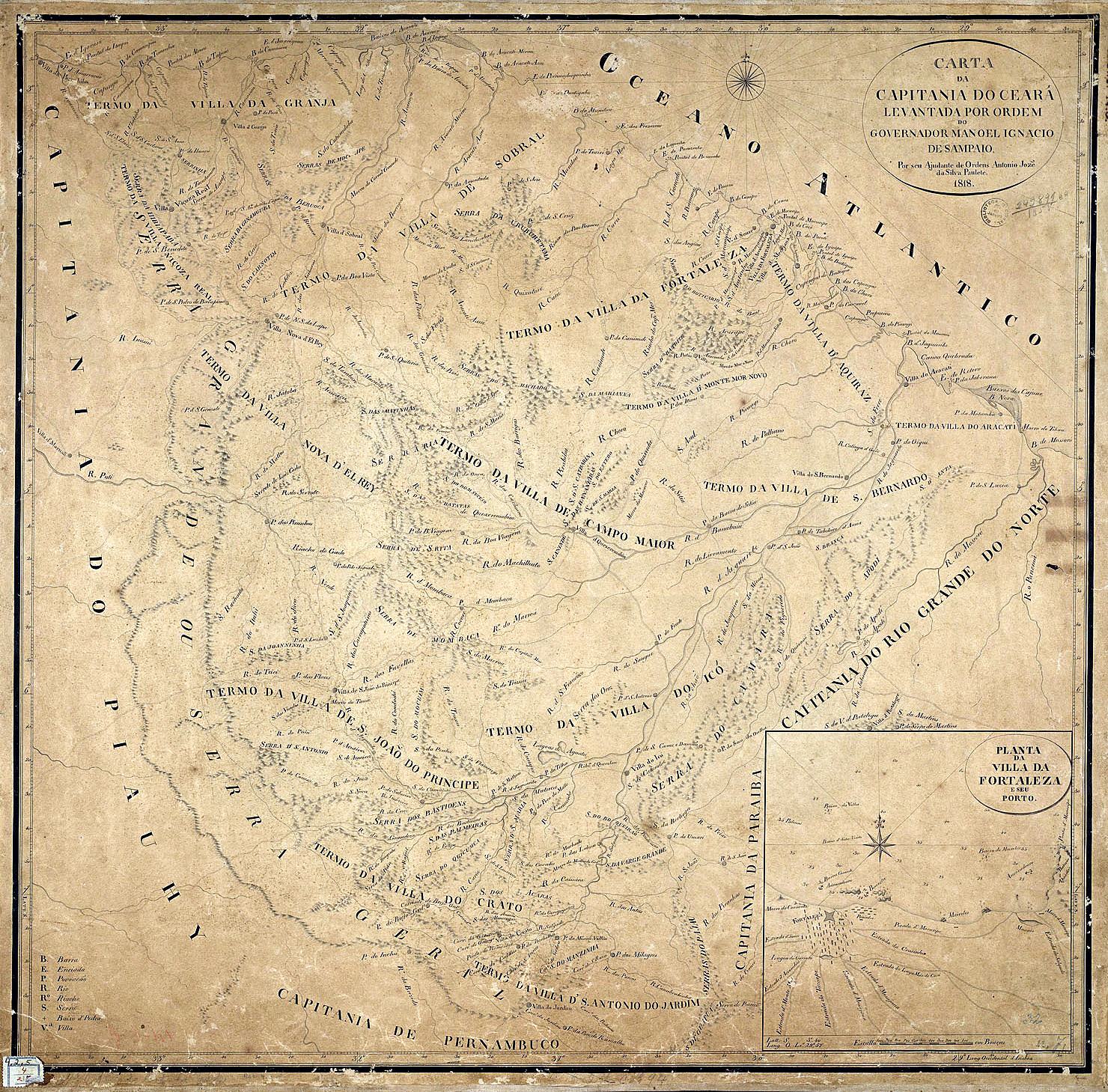
Carta de la capitanía de Ceará, por António José da Silva Paulet, 1818.

La capitanía de Ceará fue donada el 20 de noviembre de 1535 a Antônio Cardoso de Barros, subalterno de Fernão Álvares de Andrade y de Antônio de Ataíde. Su territorio iba desde la desembocadura del río Jaguaribe a la del río Mundaú. Como ocurrió en las capitanías vecinas, por diversos motivos este donatario tampoco llegó a ocupar su lote. 
A partir de 1590 corsarios franceses establecieron la Factoría de Ibiapaba con el Fort Saint Alexis para su defensa en el litoral de Ceará, aliándose a los tabajarás de Ibiapaba, explotando palo de Brasil. 
La primera expedición portuguesa en la región fue emprendida en el contexto de la Dinastía Filipina (1580-1640), a partir de 1603 cuando el capitão-mor (capitán mayor) Pero Coelho de Souza recorrió la costa al frente de 86 soldados y 200 indígenas, con órdenes "de descubrir por tierra el puerto de Jaguaribe, eliminar el comercio de los extranjeros, descubrir minas y ofrecer la paz a los gentiles" y fundar "poblaciones y Fuertes en los lugares o puertos que mejores le parecieran, procurando la amistad de los indios, ofreciéndoles paz y la ley evangélica". Esta expedición fundó el Fortim de São Lourenço (1603), conquistó y arrasó la posición francesa en Ibiapaba (1604) y creó el establecimiento del Fortim de São Tiago da Nova Lisboa (1604) en la desembocadura del río Ceará, abandonado al año siguiente (1605).
Poco más tarde, debido a la amenaza francesa a la capitanía del Maranhão, el gobernador del Brasil Diogo de Meneses, ordenó al capitán mayor Martim Soares Moreno que fundase en la costa de la capitanía una factoría para guarnecer puntos estratégicos, fomentar el progreso económico y la catequésis de los indígenas. Acompañado de apenas seis soldados y de un religioso con el dominio del idioma, para no hostilizar a los indígenas, Moreno retornó a la desembocadura del río Ceará. Erigió en el mismo lugar del antiguo Fortim de São Tiago, una nueva población y una ermita dedicada a Nossa Senhora do Amparo el 20 de enero de 1612.
A partir de 1621 fue creada la Capitanía Real do Siará, dependiente del Estado del Maranhão. 
Entre 1637 y 1654 permaneció bajo ocupación holandesa. 
A partir de 1680, Siará pasó a la condición de capitanía subalterna de la capitanía de Pernambuco, desligada del estado del Maranhão, alcanzando su autonomía el 17 de enero de 1799 y pasando a ser la provincia de Ceará el 28 de febrero de 1821 en vísperas de la independencia del Brasil y así permaneció durante todo el período imperial.
Con la proclamación de la República Brasileña en 1889, se tornó en el actual estado del Ceará.